# Raimondas Paliulionis
Raimondas Paliulionis (* 27. Juni 1960 in Valkiškiai, Rajongemeinde Biržai) ist ein litauischer Schachschiedsrichter und -trainer und Sportfunktionär. Er ist Vizepräsident des litauischen Schachverbandes.

## Leben
Paliulionis spielt Schach seit seinem achten Lebensjahr. Er lernte an der Mittelschule in Papilis, danach absolvierte er das Pädagogik-Diplomstudium am Pedagoginis institutas in Šiauliai und wurde Physik- und Mathematik-Lehrer. Danach arbeitete er als Schachtrainer in der Sportschule Šiauliai. Fünf Jahre trainierte er die jetzige Großmeisterin Viktorija Čmilytė.
2009 bekam Paliulionis den Titel FIDE Arbiter, 2009 den Titel International Arbiter (IA) und 2014  den Titel FIDE Trainer von der FIDE. Er arbeitet als Schachtrainer im Schachclub Biržų šachmatų klubas in Biržai. Er ist auch Trainer in der Sportschule der Rajongemeinde Biržai. Seit 2013 ist er Vizepräsident der Lietuvos šachmatų federacija.